# Pietrasanta
Pietrasanta er en italiensk by og kommune i den nordlige del af Toscana, i provinsen Lucca. Byen dækker et areal på 41 km2, og havde 31. december 2015 24.007 indbyggere.
I kraft af gode faciliteter til betjening af især billedhuggere, med et stort antal bronzestøberier og værksteder til bearbejdelse af marmor, har byen en lang tradition for at tiltrække kunstnere fra nær og fjern.
I den vestlige del af byen ligger Marina di Pietrasanta, der er kendt som en af landets bedste strande.